# Luverdense Esporte Clube
El Luverdense Esporte Clube es un club de fútbol de la ciudad de Lucas do Rio Verde, en el estado de Mato Grosso en Brasil. El club fue fundado el 24 de enero de 2004 y disputa el Campeonato Matogrossense.

## Historia
El club fue fundado el 24 de enero de 2004 como una sociedad sin fines de lucro, por empresarios y agricultores de la ciudad de Lucas do Rio Verde, después de aceptar una invitación de la Federación de Fútbol de Mato Grosso para participar con un club en el Campeonato Matogrossense de 2004.
El club ganó la Copa Governador do Mato Grosso en 2004, lo que le valió su primera participación en un torneo nacional, el Campeonato Brasileño de Serie C en 2005. El club nuevamente ganó la edición de 2007 de la Copa Governador, con lo cual se clasificó a la Serié C de 2008, en la tercera categoría se mantendría hasta 2013 cuando consigue la tercera posición y el ascenso a la Serie B del fútbol brasileño.
En la Copa do Brasil el club ha disputado cuatro ediciones en 2010, 2012, 2013 y 2015.

## Estadio
El equipo disputa sus partidos en el Estadio Municipal Passo das Emas construido en 2004 y que posee una capacidad para 10.000 personas.

## Entrenadores
- Tarcísio Pugliesi (diciembre de 2006-junio de 2007)[7][8]
- Mosca (junio de 2007-?)[8]
- Tarcísio Pugliesi (2008-abril de 2010)[9][10]
- Lisca (abril de 2010-noviembre de 2011)[11][12]
- Júnior Rocha (marzo de 2017-noviembre de 2017)[13][14][15]
- Odil Soares (noviembre de 2017-abril de 2018)[15][16]
- Luizinho Vieira (abril de 2018-julio de 2018)[17][18]
- Maico Gaúcho (julio de 2018-2018)[18]
- Júnior Rocha (noviembre de 2018-agosto de 2019)[19][20]
- Maico Gaúcho (interino- agosto de 2019)[20]
- Zé Roberto (diciembre de 2019-febrero de 2020)[21][22]
- Toninho Pesso (febrero de 2020-noviembre de 2020)[23][24]
- Eduardo Henrique (noviembre de 2020-marzo de 2021)[24][25]
- Luciano Donizeti (interino- marzo de 2021)[25]
- Raul Cabral (marzo de 2021-mayo de 2021)[26][27]
- Márcio Nunes (diciembre de 2021-?)[28]
- Wellington Simião (diciembre de 2022-presente)[2]

## Presidentes
- Helmute Lawisch (?-2019)[29]
- Guilherme Lawisch (2019-2021)[21][30]
- Jaime Binsfeld (2021-?)[30]
- Guilherme Lawisch (?-2022)[31]
- Aluízio Bassani (2023-2025)[2]

## Palmarés

### Títulos estaduales
- Campeonato Matogrossense (3): 2009, 2014, 2016.
- Copa Federação Mato Grossense de Futebol (4): 2004, 2007, 2011, 2019.
- Copa Governador do Mato Grosso (3): 2004, 2007, 2011.

### Títulos nacionales
- Copa Verde (1): 2017.